# José Ortiz de la Peña
José Ortiz de la Peña (Salamanca, Reino de las Españas c. 1730s - Nueva Guatemala de la Asunción c. 1800s) fue un abogado, doctor en leyes, bibliotecario y profesor en idioma griego que se desempeñó como oidor de la Real Audiencia de Guatemala, y que fue el primer intendente de San Salvador (1786 a 1789).

## Biografía
José Ortiz de la Peña nació en la ciudad de Salamanca, Reino de las Españas, por la década 1730s. Contraería matrimonio con Margarita (Mariquita) Alonso Barragán y Sotomayor, con quien engendraría una hija. Estudiaría la carrera de leyes, llegando a ser abogado de los reales consejos de Madrid; asimismo, sería profesor de idioma griego en la Universidad de Salamanca, donde además (de 1772 a 1777) sería bibliotecario mayor. En 1776 elaboraría el índice alfabético universal del fondo universitario; e intentaría traducir el libro Derecho de gentes de Vattel (prohibido por la inquisición).
El 17 de septiembre de 1777, el rey Carlos III lo designó como oidor de la Real Audiencia de Guatemala; por lo que el 20 de marzo de 1778 se embarcó hacia el continente americano junto con su esposa e hija. Como oidor se le daría las funciones de alcalde del crimen, superintendente de la real caja de la moneda, juez de bienes difuntos, juez de causa y comunidades de indígenas, y juez del papel sellado de tierra; y también se ocupaba de la asesoría de la superintendencia de la real hacienda en los ramos de tabaco, pólvora y naipes. Asimismo, se lo comisionaría para varias diligencias, como cuando por real cédula del 14 de junio de 1779 se lo síndico para que llevase a cabo el juicio de residencia del tiempo en el que había sido oidor Manuel Antonio de Arredondo, o cuando en 1783 se lo designó para que presidirá la feria de añil del real sociedad de cosecheros y monto de Socorro de añil en la villa de San Vicente.
El 5 de agosto de 1783, el rey Carlos III decidió implementar el sistema de intendencias en el territorio de la Capitanía General de Guatemala; debido a eso la Alcaldía mayor de San Salvador se convirtió en la Intendencia de San Salvador; para la cual, el 17 de septiembre de 1785 designó a de la Peña como el primer intendente de esa provincia, con el título de gobernador-intendente. El 10 de febrero de 1786 se emitió la orden de mandar a cumplir lo dicho por el monarca (después de terminar todos los trámites del nombramiento); el 13 de marzo fue juramentado, y el 29 de mayo tomó posesión de ese puesto.
Al ser el primer intendente de San Salvador, tuvo la tarea de organizar la recién creada jurisdicción. Solicitó el envío de un ingeniero para realizar obras públicas; sin embargo, dicha solicitud no fue tomada en cuenta, y en su lugar fue enviado como asesor letrado José Antonio María de Aguilar. A fines del año de 1786, designó al agrimensor real Francisco José Vallejo, para crear una nueva población para asentar a las aproximadamente mil personas que vivían en los valles de El Guayabal, San José, Santa Inés, y Montepeque; fundando el 13 de noviembre de ese año de 1786, la localidad de San José Guayabal.
Ejerció el cargo de intendente hasta el 24 de octubre de 1789; luego de lo cual se dirigió a la Nueva Guatemala de la Asunción, donde retomó su puesto de oidor; pero no se le dieron las otras funciones que tenía antes de ser intendente, por lo que a principios del año de 1790 presentó una solicitud para que le devolviesen esas responsabilidades. Ese mismo año de 1790, se lo nombró como juez visitador de ministros y escribanos; y más adelante, el 25 de mayo de 1791, se le concedió licencia para ser ordenado in sacris. Fallecería en esa ciudad por la década de 1800s.

## Obras
- Elementos de la gramática griega para facilitar la traducción de esta Lengua sin viva voz de Maestro en pocos días compendiados con nuevo methodo. Editor: Juan Antonio de Lasanta, Universidad de Salamanca (1775).[2]

- Bibliotheca salmantina, seu index librorum omnium, qui in publica salmanticensis Academiae Bibliotheca adservantur. Editor: Juan Antonio de Lasanta, Universidad de Salamanca (1775).[2]